# ريكي رينولدز
ريكي رينولدز (بالإنجليزية: Ricky Reynolds)‏ هو لاعب كرة قدم أمريكية أمريكي، ولد في 19 يناير 1965 في ساكرامنتو في الولايات المتحدة.

## وصلات خارجية
- ريكي رينولدز على موقع مرجع كرة القدم المحترفة.كوم (الإنجليزية)